# René Pingen
René Pingen (Appingedam, 27 mei 1959 – Eindhoven, 12 maart 2016) was een Nederlands kunsthistoricus en museumdirecteur.

## Leven en werk
Pingen studeerde kunstgeschiedenis aan de Vrije Universiteit Amsterdam (1986-1991). Hij was beleidsmedewerker bij het Fonds voor Beeldende Kunsten, Vormgeving en Bouwkunst (1994-1999) en vervolgens wetenschappelijk medewerker van het Van Abbemuseum in Eindhoven (1999-2003). 
In 2003 trad Pingen in dienst van Museum Jan Cunen in Oss. Eerst was hij er 'conservator hedendaagse kunst', en vanaf december 2006 werd hij er directeur. In december 2009 werd Pingen aangesteld als directeur van het Stedelijk Museum 's-Hertogenbosch. Hij was er onder meer verantwoordelijk voor de nieuwbouw in de binnenstad van Den Bosch. Ook was hij verantwoordelijk voor de samenwerking met het Noordbrabants Museum. De twee musea vormen vanaf 25 mei 2013 tezamen het Museumkwartier.
Hij overleed plotseling op 56-jarige leeftijd.